# 池内篤志
池内 篤志（いけうち あつし、1983年12月10日-）は、日本の俳優。

## 人物
兵庫県神戸市出身。
大阪府大阪市中央区および東京都港区青山に本社を置く大手葬儀社「公益社」(従業員数約2,000名)の常務執行役員・池内義彦の息子。
1998年、劇団ひまわり大阪に入所。約半年後、同和教育啓発映画『MAIL』の準主役に抜擢される。映画を機に次々と色々な役を勝ち取っていくが、そのほとんどが不良役という事を本人は気にしていたらしい。共演者の話では、NHKドラマ『ビタミンF』では自動販売機を素手で破壊するシーンを、NHKドラマ『42歳の修学旅行』では冬の川で俳優の時任三郎、西村雅彦、寺脇康文と殴り殴られ蹴り蹴られの乱闘シーンを撮影。主演俳優とも臆することなく念入りに打合せをし、その姿が主演俳優陣からも評されていたとのこと。
CMではカルビーポテトチップスや日本郵政公社などでメイン出演を果たしている。
2000年、テレビ大阪情報バラエティ番組『土曜はオットコマエ!!』にレギュラー出演し、約10人いる出演者の中で中心的な存在となる。その時のメンバーには現ダンスボーカルグループLeadの谷内伸也と鍵本輝の姿もあった。番組内では特技のダンスを披露しており、そのスキルの高さがうかがえる。その後、舞台等でも主役に抜擢され活動の幅を広げていく。
2001年、上京し多数の事務所からスカウトを受けジャパンアカデミーへ所属する。上京後は上戸彩主演『あずみ2』での重要スタント、V6の冠番組『学校へ行こう!』やHey! Say! JUMPの冠番組『昭和×平成』など、バラエティやモデル分野を中心に活躍する。その後ダブルアップエンタテインメントに籍を移し、DVD『本当にあったありえない話 〜ランニングマン〜』に主演。
ファンの間ではLeadの中土居宏宜と仲が良すぎるという話は有名である。また、ある芸能人草野球チームのメンバーでもあることから著名人との接点が多い。
2002年から毎年ミュージカルへの出演も果たし多くのファンが応援に駆け付けている。
当時一番人気だったことからファンクラブも作られていた。
また、その後特技としていたダンスが認められミュージカルでは振付師としても活躍しメディア関係でも振付けやアシスタント、ダンサーとしての仕事を多数行っている。
多方面から注目を集め将来一線での活躍が期待されている若手俳優であったが、現在は俳優業を辞め「Atsushi」名義で代表取締役として埼玉県でダンススクール「桜＊style」を運営、ダンスイベントの企画等もしているとのこと。
2022年にはめでたく結婚。